# جف لوب
جف لوب (انگلیسی: Jeph Loeb؛ زادهٔ ۲۹ ژانویهٔ ۱۹۵۸) فیلم‌نامه‌نویس و نویسنده کمیک اهل ایالات متحده آمریکا است.
وی همچنین برندهٔ جوایزی همچون جایزه آیزنر شده‌است.